# Thaddeus Stevens
Thaddeus Stevens (Danville, 4 april 1792 - Washington D.C., 11 augustus 1868) was een Amerikaans politicus en een leider van de Radicale vleugel van de Republikeinse Partij in de jaren 1860. Hij zetelde van 1849 tot 1853 en van 1859 tot 1868 namens Pennsylvania in het Huis van Afgevaardigden. Als voorzitter van de commissie ways and means speelde hij een belangrijke rol in de financiering van de Amerikaanse Burgeroorlog. Stevens stond bekend als een fervent tegenstander van slavernij en discriminatie van zwarten, en hij wilde hun rechten tijdens de Reconstructie beschermen.